# Rue du Mont-de-Piété
La rue du Mont-de-Piété est une rue ancienne et pittoresque du centre de la ville de Liège (Belgique) qui relie Féronstrée au quai de Maastricht. 

## Toponymie
Le mont-de-piété qui a valu à la rue son nom actuel se trouvait à la maison Curtius devenue musée du Grand Curtius. Jusqu'à la fin du XIXe siècle, elle s’appelait la rue de la Sirène, comme celle du même nom située près de la cathédrale Saint-Paul.

## Description et localisation
Cette courte rue pavée plate et rectiligne d'une longueur d'environ 74 m est une voirie piétonne au riche patrimoine architectural. Côté quai, elle se situe à droite de la façade principale du Grand Curtius alors que l'autre côté de la rue (Féronstrée) est accessible par un arvô (passage voûté). Tout le côté ouest de le rue est occupé par la façade latérale du Grand Curtius (palais Curtius et résidence Curtius). 

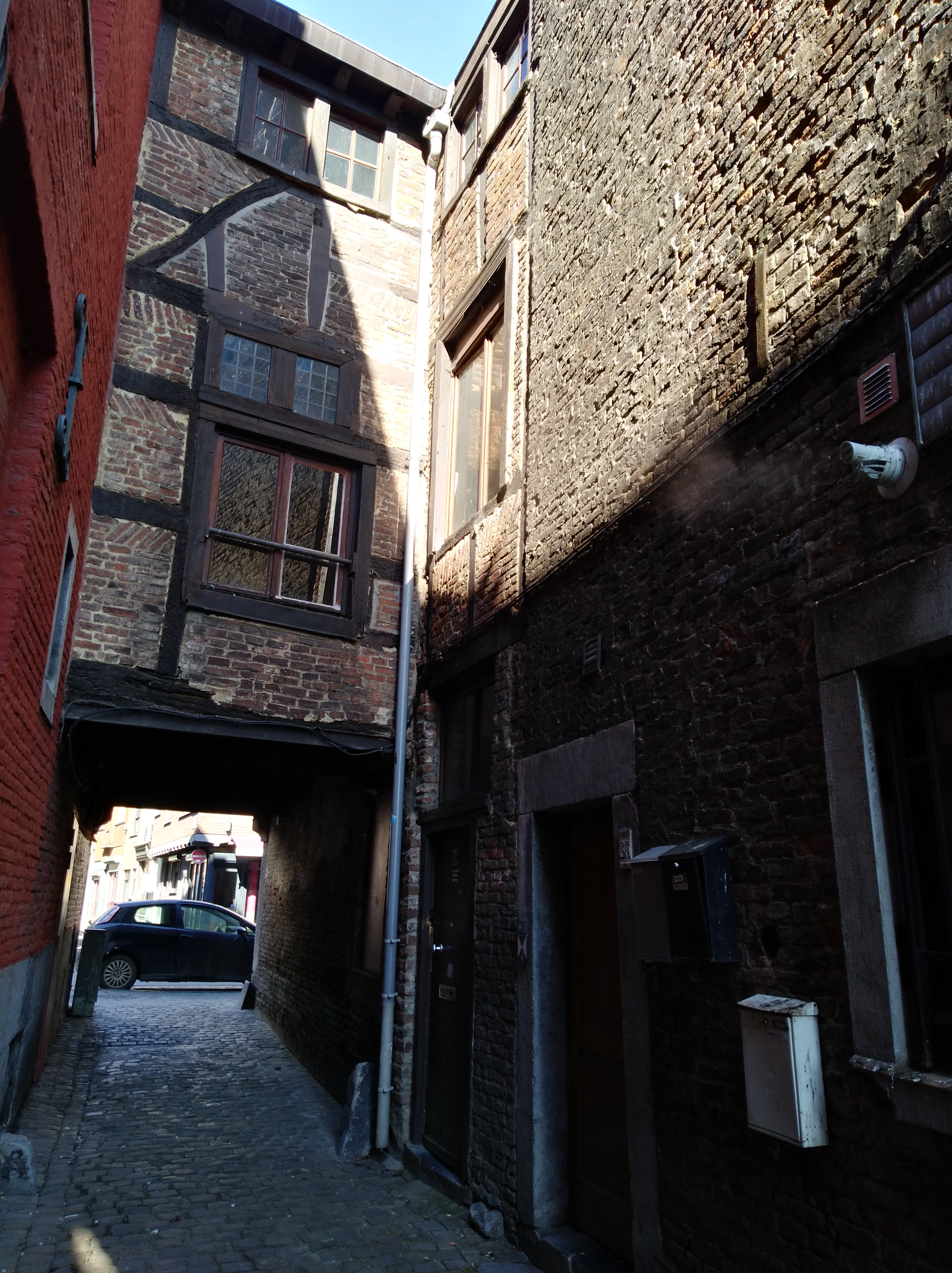
L'arvô de la rue du Mont-de-Piété

Côté quai, on peut voir une petite fontaine représentant un dauphin chevauché par un garçonnet. Reprise à l'Inventaire du patrimoine culturel immobilier de la Wallonie, il s'agit d'une œuvre du sculpteur Robert Massart (1892-1955).

## Patrimoine
La liste qui suit est classée au patrimoine immobilier de la Région wallonne :
| Objet | Année de construction / Architecte | Adresse                       | Section communale | Coordonnées                      | Numéro d’inventaire | Illustration |
| --- | ---------------------------------- | ----------------------------- | ----------------- | -------------------------------- | ------------------- | ------------ |
| Maison - Façade à rue et toiture |                                    | Rue du Mont-de-Piété, nos 3-5 | Hors-Château      | 50° 38′ 50″ nord, 5° 35′ 04″ est | 62063-CLT-0166-01   | Maison       |
| Maison - Façade principale et toiture de la maison d'habitation située à l'arrière du no 5 de la rue du Mont-de-Piété et parallèle à la maison à rue |                                    | Rue du Mont-de-Piété, no 5    | Hors-Château      | 50° 38′ 50″ nord, 5° 35′ 04″ est | 62063-CLT-0168-01   | Maison       |
| Maison - Façade à rue et toitures |                                    | Rue du Mont-de-Piété, no 7    | Hors-Château      | 50° 38′ 50″ nord, 5° 35′ 04″ est | 62063-CLT-0487-01   | Maison       |
| Maison - Façade à rue et toitures |                                    | Rue du Mont-de-Piété, no 9    | Hors-Château      | 50° 38′ 50″ nord, 5° 35′ 04″ est | 62063-CLT-0488-01   | Maison       |
| Maison - Façade à rue et toiture |                                    | Rue du Mont-de-Piété, no 11   | Hors-Château      | 50° 38′ 50″ nord, 5° 35′ 04″ est | 62063-CLT-0489-01   | Maison       |
| Maison - Façade à rue et toiture |                                    | Rue du Mont-de-Piété, no 13   | Hors-Château      | 50° 38′ 50″ nord, 5° 35′ 04″ est | 62063-CLT-0490-01   | Maison       |
| Maison - Façade à rue et toiture |                                    | Rue du Mont-de-Piété, no 15   | Hors-Château      | 50° 38′ 50″ nord, 5° 35′ 04″ est | 62063-CLT-0491-01   | Maison       |
| Maison - Façade à rue et toiture |                                    | Rue du Mont-de-Piété, no 17   | Hors-Château      | 50° 38′ 50″ nord, 5° 35′ 04″ est | 62063-CLT-0492-01   | Maison       |
| Maison - Façade à rue et toiture |                                    | Rue du Mont-de-Piété, no 19   | Hors-Château      | 50° 38′ 49″ nord, 5° 35′ 04″ est | 62063-CLT-0493-01   | Maison       |

## Voiries adjacentes
- Féronstrée
- Quai de Maastricht